# 锡韦尔斯克市镇
锡韦尔斯克市级市镇（羅馬化：Siverska miska hromada）是乌克兰顿涅茨克州巴赫穆特区的一个市镇，行政中心为錫韋爾斯克。市镇面积为194.4平方公里，人口数量为13,776人（2018年）。2025年时只有669人留在该地。

## 聚居点
该市镇包括7个聚居点：一个城市和6个村庄。
- 城市：錫韋爾斯克
- 村庄：塞雷布良卡